# Xã Hayes, Quận Ida, Iowa
Xã Hayes (tiếng Anh: Hayes Township) là một xã thuộc quận Ida, tiểu bang Iowa, Hoa Kỳ. Năm 2010, dân số của xã này là 180 người.